# Pól Jóhannus Justinussen
Pól Jóhannus Justinussen (født 13. januar 1989 i Glyvrar) er en færøsk professionel fodboldspiller, som spiller for det færøske hold NSÍ og Færøernes fodboldlandshold. Han kan spille i det centrale forsvar, venstre back og venstre midtbane.
Han kom til AaB fra den islandske klub Knattspyrnufélagið Valur i januar 2012, efter AaB havde solgt Kjetil Wæhler til IFK Göteborg. Han spillede kun nogle få måneder for AaB og skiftede til sin barndomsklub NSÍ i juli 2012.